# Myszor
Myszor (Maxomys) – rodzaj ssaków z podrodziny myszy (Murinae) w obrębie rodziny myszowatych (Muridae).

## Rozmieszczenie geograficzne
Rodzaj obejmuje gatunki występujące w Azji Południowo-Wschodniej.

## Morfologia
Długość ciała (bez ogona) 95–226 mm, długość ogona 88–265 mm, długość ucha 15–30 mm, długość tylnej stopy 22–49,9 mm; masa ciała 25–285 g.

## Systematyka
Rodzaj zdefiniował w 1936 roku holenderski teriolog Henri Jacob Victor Sody w artykule zatytułowanym „Siedemnaście nowych nazw rodzajowych, gatunkowych i podgatunkowych dla ssaków z Indii Wschodnich”, opublikowanym w czasopiśmie Natuurkundig tijdschrift voor Nederlandsch Indië. Gatunkiem typowym jest (oryginalne oznaczenie) myszor jawajski (M. bartelsii).

### Etymologia
Maxomys: Max Eduard Gottlieb Bartels (1871–1936), holenderski kierownik plantacji herbaty, przyrodnik na Jawie w latach 1895–1936; gr. μυς mus, μυος muos ‘mysz’.

### Podział systematyczny
Do rodzaju należą następujące występujące współcześnie gatunki:
| Grafika | Gatunek                 | Autor i rok opisu                         | Nazwa zwyczajowa      | Podgatunki         | Rozmieszczenie geograficzne | Podstawowe wymiary                                | Status IUCN |
| ------- | ----------------------- | ----------------------------------------- | --------------------- | ------------------ | --- | ------------------------------------------------- | ----------- |
|         | Maxomys moi             | (H.C. Robinson & Kloss, 1922)             | myszor indochiński    | gatunek monotypowy | południowy Laos (prawdopodobnie dawniej na północny) i południowy Wietnam; zakres wysokości: 190–1500 m n.p.m.                                                                                              | DC: 14,2–21 cm DO: 15,7–20 cm MC: 80–220 g        | LC          |
|         | Maxomys bartelsii       | (Jentink, 1910)                           | myszor jawajski       | gatunek monotypowy | endemit Indonezji (zachodnia i środkowa Jawa); zakres wysokości: do 1830 m n.p.m. | DC: 12,7–17,8 cm DO: 11,7–17 cm MC: około 93 g    | LC          |
|         | Maxomys surifer         | (G.S. Miller, 1900)                       | myszor rudy           | 7 podgatunków      | południowa Mjanma, Chińska Republika Ludowa (południowy Junnan), Laos i Wietnam na południe przez Półwysep Malajski do Wielkich Wysp Sundajskich i wielu mniejszych wysp; zakres wysokości: 0–1680 m n.p.m. | DC: 15,5–23 cm DO: 14,6–23 cm MC: 90–285 g        | LC          |
|         | Maxomys panglima        | (H.C. Robinson, 1921)                     | myszor palawański     | gatunek monotypowy | endemit Filipin (Palawan, Calauit, Busuanga, Culion i Balabac); zakres wysokości: 0–1950 m n.p.m. | DC: 16,7–22 cm DO: 18–23 cm MC: 189–240 g         | LC          |
|         | Maxomys pagensis        | (G.S. Miller, 1903)                       | myszor mentawajski    | gatunek monotypowy | endemit Indonezji (Wyspy Mentawai (Siberut, Sipura, Północna i Południowa Pagai), na zachód od Sumatry); zakres wysokości: – m n.p.m.                                                                       | DC: 17–22 cm DO: 16,3–20 cm MC: brak danych       | VU          |
|         | Maxomys rajah           | (O. Thomas, 1894)                         | myszor królewski      | gatunek monotypowy | Półwysep Malajski, Sumatra, Borneo i kilka przybrzeżnych wysp; zakres wysokości: 0–1100 m n.p.m. | DC: 16,6–23 cm DO: 16,2–21 cm MC: 95–220 g        | VU          |
|         | Maxomys whiteheadi      | (O. Thomas, 1894)                         | myszor sundajski      | gatunek monotypowy | Półwysep Malajski, Sumatra, Borneo i kilka przybrzeżnych wysp; zakres wysokości: do 2100 m n.p.m. | DC: 10–12,6 cm DO: 8,8–10,8 cm MC: 35–80 g        | VU          |
|         | Maxomys inas            | (Bonhote, 1906)                           | myszor malajski       | gatunek monotypowy | północno-zachodnia, półwyspowa część Malezji; być przyległa Tajlandia; zakres wysokości: powyżej 900 m n.p.m.                                                                                               | DC: 12,4–16,3 cm DO: 13,5–16,7 cm MC: brak danych | LC          |
|         | Maxomys inflatus        | (H.C. Robinson & Kloss, 1916)             | myszor szerokonosy    | gatunek monotypowy | endemit Indonezji (zachodnia Sumatra); zakres wysokości: 900–1500 m n.p.m. | DC: 16–19,3 cm DO: 14,3–19 cm MC: brak danych     | VU          |
|         | Maxomys hylomyoides     | (H.C. Robinson & Kloss, 1916)             | myszor sumatrzański   | gatunek monotypowy | endemit Indonezji (Sumatra (środkowa część zachodnich pasm górskich)); zakres wysokości: 600–2225 m n.p.m.                                                                                                  | DC: 11,4–13,2 cm DO: 9,8–13,2 cm MC: brak danych  | DD          |
|         | Maxomys tajuddinii      | Ahmadi, Maryanto & Maharadatunkamsi, 2012 | myszor borneański     | gatunek monotypowy | południowo-środkowa, półwyspowa część Malezji, Sumatra oraz północne i środkowe Borneo (włącznie z wyspą Balambangan); zakres wysokości: 100–1000 m n.p.m.                                                  | DC: 9,5–12,1 cm DO: 10,6–12,2 cm MC: 50–70 g      | LC          |
|         | Maxomys alticola        | (O. Thomas, 1888)                         | myszor górski         | gatunek monotypowy | endemit Malezji (północne Borneo: Sabah (góry Kinabalu i Trus Madi) | DC: 13,9–17,6 cm DO: 12,8–17,6 cm MC: brak danych | LC          |
|         | Maxomys baeodon         | (O. Thomas, 1894)                         | myszor mały           | gatunek monotypowy | endemit Malezji (północne Borneo: Sabah i Sarawak); zakres wysokości: 900–1400 m n.p.m. | DC: 12,6–14 cm DO: 11,9–13,3 cm MC: 53–67 g       | DD          |
|         | Maxomys musschenbroekii | (Jentink, 1879)                           | myszor leśny          | gatunek monotypowy | endemit Indonezji (Celebes); zakres wysokości: – m n.p.m. | DC: 11,5–16,3 cm DO: 11,2–15,2 cm MC: 95–240 g    | LC          |
|         | Maxomys wattsi          | Musser, 1991                              | myszor stokowy        | gatunek monotypowy | endemit Indonezji (wschodnio-środkowe Celebes (góra Tambusisi)); zakres wysokości: 1430–1830 m n.p.m. | DC: 16,4–18,5 cm DO: 12,5–15,4 cm MC: 110–130 g   | VU          |
|         | Maxomys ochraceiventer  | (O. Thomas, 1894)                         | myszor ochrowobrzuchy | gatunek monotypowy | północne i środkowe Borneo: Sabah i Sarawak (Malezja) oraz Kalimantan (Indonezja); zakres wysokości: 300–1700 m n.p.m.                                                                                      | DC: 14–17,1 cm DO: 13–17,5 cm MC: brak danych     | DD          |
|         | Maxomys dollmani        | (Ellerman, 1941)                          | myszor nadrzewny      | gatunek monotypowy | południowo-środkowe i południowo-wschodnie Celebes (góry Quarles i Mekongga); zakres wysokości: około 1830 m n.p.m.                                                                                         | DC: 14,5–21 cm DO: 18–26 cm MC: 165–210 g         | LC          |
|         | Maxomys hellwaldii      | (Jentink, 1878)                           | myszor celebeski      | gatunek monotypowy | endemit Indonezji (Celebes); zakres wysokości: 0–1005 m n.p.m. | DC: 18–22 cm DO: 16–20 cm MC: 150–270 g           | LC          |

Kategorie IUCN:  LC  – gatunek najmniejszej troski,  VU  – gatunek narażony,  DD  – gatunki o nieokreślonym stopniu zagrożenia.
Opisano również gatunek wymarły z pliocenu dzisiejszej Mjanmy:
- Maxomys pliosurifer Nishioka, Takai, Nishimura, Thaung Htike, Zin Maung Maung Thein, Egi, Tsubamoto & Maung Maung, 2014